# Laurentius Jonæ Halenius
Laurentius Jonæ Halenius, även kallad Lars Halenius, född 7 oktober 1654 i Bergsjö socken, död 2 maj 1722 i Söderala, var en svensk teolog, prost och riksdagsman.
Laurentius Jonæ Halenius var son till kyrkoherden i Bergsjö socken Jonas Halenius av släkten Halenius som var systerson till ärkebiskop Petrus Kenicius. Halenius blev student vid Uppsala universitet 1674, disputerade första gången 1679 för kusinen Andreas Grubb med Dispvtatio philosophica de viro civili och andra gången 1682 för Julius Micrander. Han blev filosofie magister 1683, legationspredikant i Ryssland 1684, konrektor 1686 och lektor i grekiska i Gävle 1690. År 1693 utnämndes han till kyrkoherde i Söderala samt blev den förste prosten i Hälsinglands östra kontrakt 1711 och var riksdagsman 1720. 
Halenius var en grundlärd man och i synnerhet hemmastadd i de lärda språken. Hans namnkunnigaste arbete var hans stora bibelkonkordans i tre folioband (Gamla Testamentet 1742, Nya Testamentet 1734), Nya Testamentsens Svenska och Grækiska Concordantier, vanligen kallat Konkordansbibeln. Han har även efterlämnat några latinska Carmina.
Han var gift med Katarina Kram och far till bland andra Engelbert Halenius.